# Antonio Mayés Navarro
Antonio Mayés Navarro es  un político e ideólogo mexicano. Nacido en Jiquilpan, Michoacán, en 1905. Realizó sus estudios en la Escuela Normal de Morelia y en el Colegio de San Nicolás. Como presidente del Consejo Estudiantil Nicolaita desacralizó el Templo de la Compañía. Se vinculó a su paisano Lázaro Cárdenas del Río. Como diputado federal consumó en la Cámara de Diputados la expulsión del poder de Plutarco Elías calles. Fundador del Partido Nacional  Revolucionario en 1929. Fue Presidente del Congreso Mexicano. Además, él participó en el Movimiento Henriquista, por lo que conoció la cárcel en 1952. Miembro fundador del Partido de la Revolución Democrática, siendo el afiliado con la credencial 001.